# Устър (окръг, Масачузетс)
Вижте пояснителната страница за други значения на Устър.
Окръг Устър (на английски: Worcester County) е окръг в щата Масачузетс, Съединени американски щати. Площта му е 4090 km², а населението – 819 589 души (2016). Няма административен център.